# Metapolycope hartmanni
Metapolycope hartmanni is een mosselkreeftjessoort uit de familie van de Polycopidae. De wetenschappelijke naam van de soort is voor het eerst geldig gepubliceerd in 1976 door Kornicker & van Morkhoven.